# Johan Franzén
Johan Franzén (ur. 23 grudnia 1979 w Vetlanda) – szwedzki hokeista, reprezentant Szwecji, olimpijczyk,

## Kariera
- Småland 1 (1994-1995)
- Boro/Vetlanda (1994-1999)
  -  HV71 J20 (1997)
- Tranås AIF (1999-2000)
- Linköpings HC (2002-2005)
- Detroit Red Wings (2005-2015)

Wychowanek klubu Boro-Vetlanda HC. W drafcie NHL z 2004 został wybrany przez Detroit Red Wings. Od 2005 zawodnik tego klubu. 11 kwietnia 2009 roku przedłużył kontrakt o 11 lat. Po raz ostatni zagrał mecz w barwach DRW w sezonie NHL (2015/2016) w dniu 10 października 2015, a w kolejnych latach nie był zdolny do gry wskutek zespołu po wstrząśnieniach mózgu, których doświadczył szereg w trakcie gry w NHL, a ostatni najpoważniejszy w dniu 6 stycznia 2015.
Uczestniczył w turniejach mistrzostw świata w 2005, 2006, 2012 oraz zimowych igrzysk olimpijskich 2010. W 2014 kontuzja wykluczyła jego udział w igrzyskach olimpijskich 2014 w Soczi.
W 2009 ożenił się z Cecilią Franzén, a ich synami są Eddie-Bo i Oliver, a rodzina zamieszkała w Birmingham w stanie Michigan.

## Statystyki
| 1999–00   | Tranås AIF        | Swe-2     | 14  | 2   | 9   | 11  | 6   | --  | -- | -- | -- | -- |
| 2000–01   | Linköpings HC     | Swe-2     | 41  | 12  | 20  | 32  | 26  | 10  | 3  | 3  | 6  | 0  |
| 2001–02   | Linköpings HC     | SEL       | 36  | 2   | 6   | 8   | 64  | --  | -- | -- | -- | -- |
| 2002–03   | Linköpings HC     | SEL       | 37  | 2   | 4   | 6   | 14  | --  | -- | -- | -- | -- |
| 2002–03   | Linköpings HC     | Swe-2     | --  | --  | --  | --  | --  | 10  | 1  | 4  | 5  | 4  |
| 2003–04   | Linköpings HC     | SEL       | 49  | 12  | 18  | 30  | 26  | 5   | 0  | 1  | 1  | 8  |
| 2004–05   | Linköpings HC     | SEL       | 43  | 7   | 7   | 14  | 45  | 6   | 2  | 0  | 2  | 16 |
| 2005–06   | Detroit Red Wings | NHL       | 80  | 12  | 4   | 16  | 36  | 6   | 1  | 2  | 3  | 4  |
| 2006–07   | Detroit Red Wings | NHL       | 69  | 10  | 20  | 30  | 37  | 18  | 3  | 4  | 7  | 10 |
| 2007–08   | Detroit Red Wings | NHL       | 72  | 27  | 11  | 38  | 51  | 16  | 13 | 5  | 18 | 14 |
| 2008–09   | Detroit Red Wings | NHL       | 71  | 34  | 25  | 59  | 44  | 23  | 12 | 11 | 23 | 12 |
| 2009–10   | Detroit Red Wings | NHL       | 27  | 10  | 11  | 21  | 22  | 12  | 6  | 12 | 18 | 16 |
| 2010–11   | Detroit Red Wings | NHL       | 76  | 28  | 27  | 55  | 58  | 8   | 2  | 1  | 3  | 6  |
| 2011–12   | Detroit Red Wings | NHL       | 77  | 29  | 27  | 56  | 40  | 5   | 1  | 0  | 1  | 8  |
| 2012–13   | Detroit Red Wings | NHL       | 41  | 14  | 17  | 31  | 41  | 14  | 4  | 2  | 6  | 8  |
| 2013–14   | Detroit Red Wings | NHL       | 54  | 16  | 25  | 41  | 40  | 5   | 0  | 1  | 1  | 2  |
| 2014–15   | Detroit Red Wings | NHL       | 33  | 7   | 15  | 22  | 30  | —   | —  | —  | —  | —  |
| 2015–16   | Detroit Red Wings | NHL       | 2   | 0   | 1   | 1   | 2   | —   | —  | —  | —  | —  |
| NHL razem | NHL razem         | NHL razem | 602 | 187 | 183 | 370 | 401 | 107 | 42 | 38 | 80 | 80 |
| SHL razem | SHL razem         | SHL razem | 165 | 23  | 35  | 58  | 149 | 11  | 2  | 1  | 3  | 24 |

## Sukcesy
Reprezentacyjne
- Złoty medal mistrzostw świata: 2006

Klubowe
- Awans do Elitserien: 2001 z Linköpings HC
- Puchar Stanleya: 2008 z Detroit Red Wings

Indywidualne
- Elitserien (2003/2004): pierwsze miejsce w klasyfikacji +/-: +24
- NHL (2007/2008): pierwsze miejsce w klasyfikacji strzelców w fazie play-off: 13 goli
- Mistrzostwa Świata w Hokeju na Lodzie 2012/Elita: jeden z trzech najlepszych zawodników reprezentacji